# محیط زیست
محیط زیست به همهٔ محیط‌هایی که در آنها زندگی جریان دارد، گفته می‌شود. مجموعه‌ای از عوامل فیزیکی خارجی و موجودات زنده که با هم در کنش هستند، محیط زیست را تشکیل می‌دهند و بر رشد و نمو و رفتار موجودات تأثیر می‌گذارند.

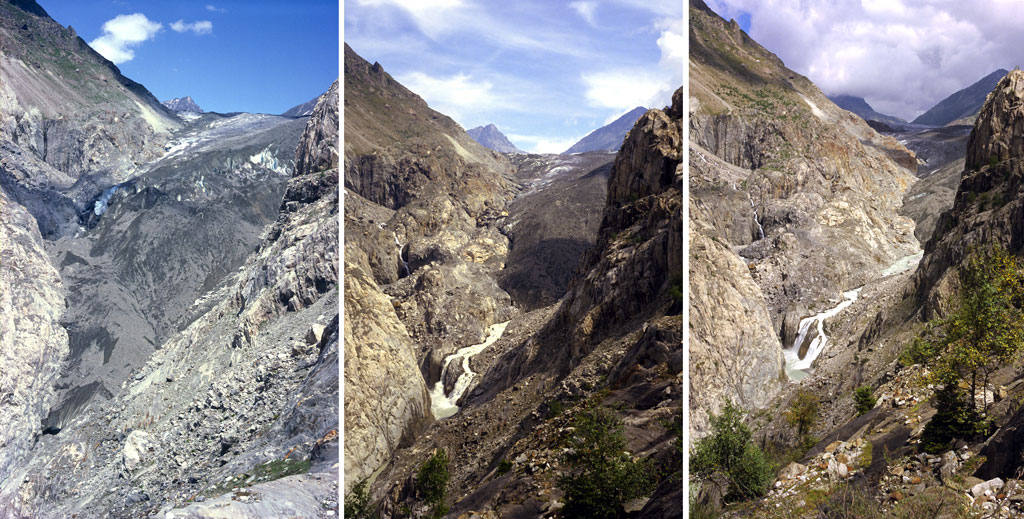
عقب‌نشینی و آب شدن یخچال طبیعی در رشته‌کوه‌های آلپ (وضعیت در سال‌های ۲۰۰۲، ۱۹۹۱ و ۱۹۷۹) بر اثر گرم شدن زمین

حفاظت محیط زیست در قرن بیست و یکم به عنوان یکی از هشت هدف توسعهٔ هزاره و یکی از سه پایهٔ توسعهٔ پایدار شناخته می‌شود.

## تعریف
محیط زیست عبارت ترکیبی از دانش‌های متفاوت در علم است که شامل مجموعه‌ای از عوامل زیستی و محیطی در قالب محیط زیست و غیر زیستی (فیزیکی، شیمیایی) است که بر زندگی یک فرد یا گونه تأثیر می‌گذارد و از آن تأثیر می‌پذیرد. امروزه این تعریف غالباً به انسان و فعالیت‌های او مرتبط می‌شود و می‌توان محیط زیست را مجموعه‌ای از عوامل طبیعی کرهٔ زمین، همچون هوا، آب، اتمسفر، صخره، گیاهان و غیره، که پیرامون انسان هستند، خلاصه کرد.
تفاوت محیط زیست با طبیعت در این است که تعریف طبیعت شامل مجموعه عوامل طبیعی، زیستی و غیرزیستی می‌شود که منحصراً در نظر گرفته می‌شوند، در حالی که عبارت محیط زیست با توجه به برهم‌کنش‌های میان انسان و طبیعت و از دیدگاه بشر توصیف می‌شود.

## عوامل مؤثر در ایجاد محیط زیست
- تنوع آب و هوایی
- تنوع شرایط اقلیمی
- نوع خاک
- اختلاف ارتفاع و ناهمواری‌ها

## زیستگاه‌های جهان
سطح کرهٔ زمین به‌طور کلی به ۴ بخش تقسیم می‌شود که عبارت‌اند از سنگ‌کره (لیتوسفر)، آب‌کره (هیدروسفر)، هواکره (اتمسفر) و بیوسفر. بعضی از دانشمندان یخ‌کره را نیز جزء این تقسیم‌بندی می‌دانند. هر کدام این بخش‌ها شامل اکوسیستم‌هایی گوناگون هستند که به‌طور کلی محیط زیست را تشکیل می‌دهند.
- زیستگاه‌های خشکی (زیر خاکی) - سنگ‌کره
- زیستگاه‌های دریایی (زیر آب) - آب‌کره
- زیستگاه‌های هواکره (روی سطح زمین) یا در هوا - هواکره
- زیست‌کره

## تأثیرات انسان بر محیط زیست

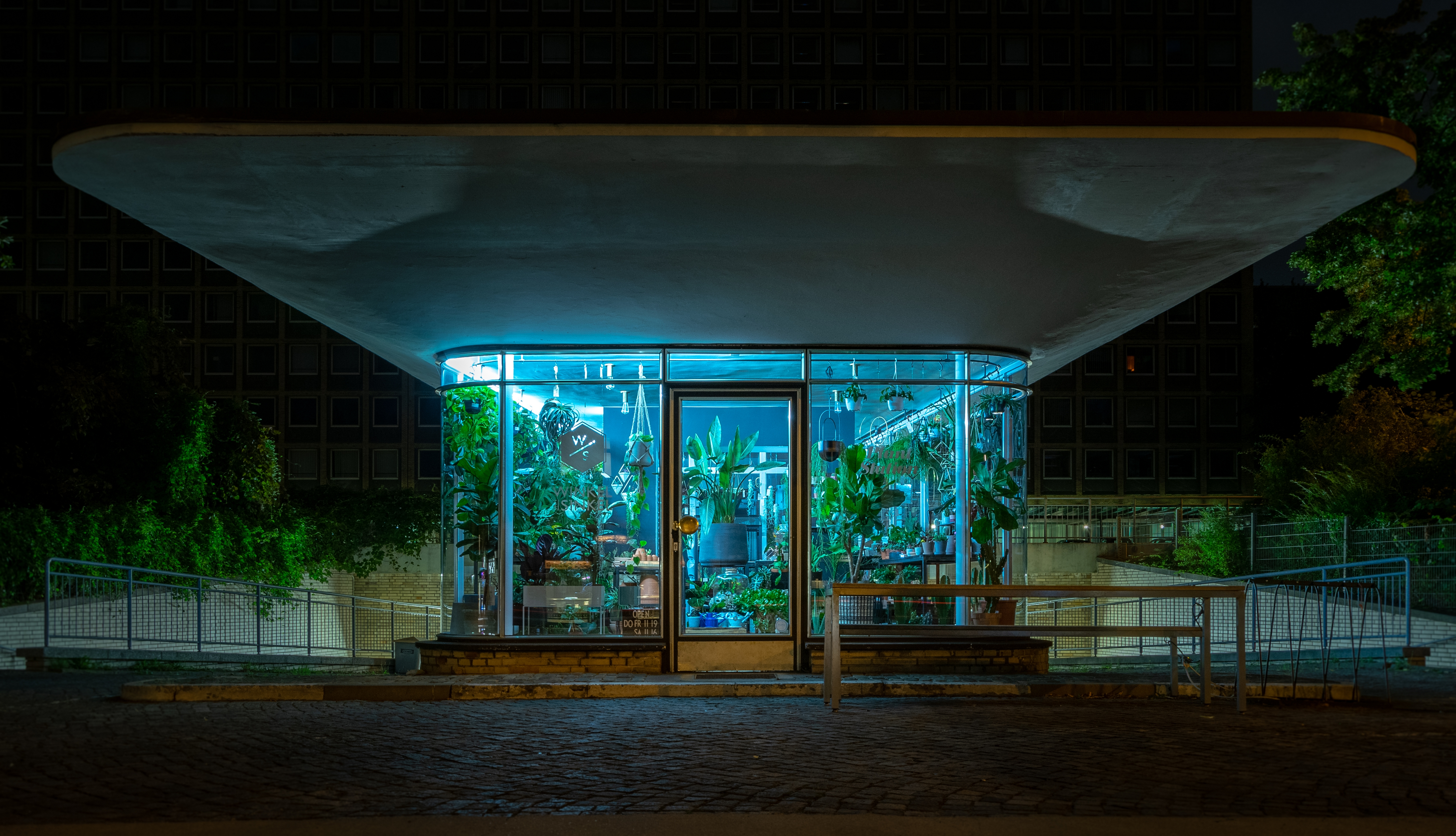
نگاره‌ای از یک پمپ بنزین قدیمی در هامبورگ که اکنون به گیاه‌فروشی تغییر کاربری داده شده است.

بر اساس گزارش سازمان همکاری اقتصادی و توسعه در سال ۲۰۰۱، تقریباً تمامی عوامل تشکیل‌دهندهٔ محیط زیست تحت تأثیر فعالیت‌های انسان قرار گرفته‌اند.

### خاک

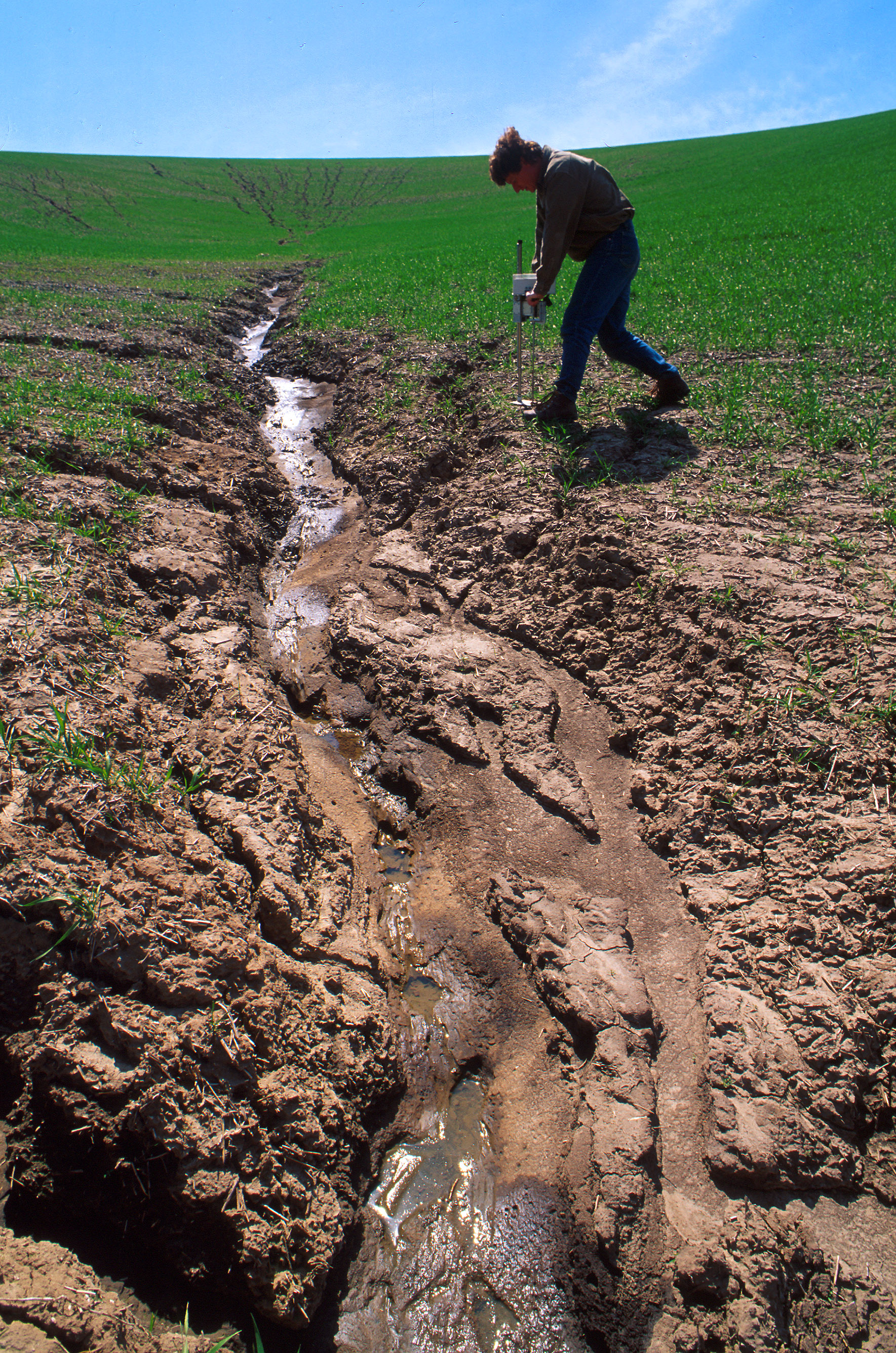
فرسایش خاک زمین‌های کشاورزی به دست انسان.

مهم‌ترین آثار فعالیت‌های انسان بر خاک عبارت اند از: مسمومیت و فرسایش که موجب تخریب و کاهش توان زمین‌های زراعی می‌شوند. به‌طور کلی فرسایش خاک پدیده‌ای طبیعی است که به وسیلهٔ عواملی چون باد، رواناب‌های سطحی و تغییرات دما انجام می‌گیرد. با این حال، فعالیت‌های انسان از جمله زراعت مفرط، آبیاری زمین‌های زراعی، محصولات تک‌کشتی، چریدن بیش از حد دام‌ها در مراتع، جنگل‌زدایی و بیابان‌زایی باعث از بین رفتن تعادل موجود میان روند تخریب و ایجاد خاک، و در نهایت آلودگی آن می‌شود.
مسمومیت خاک می‌تواند در اثر افزایش نمک‌های خاک توسط ماشین‌آلات کشاورزی یا آلودگی مستقیم آن توسط افراد یا کارخانه‌ها ایجاد شود.
در این صورت خاک ناحاصلخیز و حتی سمی برای برخی گیاهان می‌شود.

### آب
طبق سازمان همکاری اقتصادی و توسعه، مهم‌ترین تأثیرات فعالیت‌های انسان بر روی آبها در سه مورد خلاصه می‌شود: مصرف بیش از حد آب و از بین رفتن منابع آب و آلودگی آب‌های سطحی و زیرزمینی.
امروزه تأمین آب شیرین برای بعضی کشورها یک بحران جدی محسوب می‌شود. بر اساس گزارش‌های این سازمان در سال ۲۰۰۱، در صورت عدم اقدامات مناسب، در سال ۲۰۳۰، ۳٫۹ میلیون نفر دچار این بحران خواهند شد. قابل توجه است که این بحران خود با روند کنونی افزایش جمعیت اوج نیز خواهد گرفت.
گرم شدن زمین نیز در از بین رفتن منابع آب به خصوص در مناطقی چون آسیای مرکزی، آفریقای شمالی و دشت‌های بزرگ ایالات متحده نقش می‌دارد.
کیفیت آب‌ها نیز بحران دیگری است که برخی کشورها در پیش رو دارند. میزان آلودگی برخی آب‌ها و روند افزایش آن در بسیاری از نقاط کرهٔ زمین بسیار نگران‌کننده می‌باشد. آب‌های سفره‌های زیرزمینی و رودها و دریاچه‌ها منابع مهم تأمین آب شیرین هستند که مستقیماً در معرض آلودگی توسط فعالیت‌های انسان قرار دارند. آلودگی دریاها نیز علاوه بر دخالت مستقیم انسان، تحت تأثیر آلودگی آب‌های شیرین و چرخهٔ آب می‌باشد.
علل آلودگی آب‌ها ممکن است فیزیکی یا شیمیایی باشند:
- آلودگی فیزیکی همچون آلودگی گرمایی (مصرف آب برای خنک کردن دستگاه‌های صنعتی که موجب افزایش دمای آب و در نهایت از بین رفتن برخی گونه‌های گیاهی یا جانوری می‌شود) یا رادیواکتیو (در اثر حوادث هسته‌ای).
- آلودگی‌های شیمیایی بسیار گوناگون می‌باشند و می‌توانند در اثر ورود مواد شیمیایی حاصل از کارخانه‌ها، کشاورزی یا فاضلاب‌های شهری به درون آب باشد. مصرف مواد شیمیایی ضد آفت در کشاورزی از علل مهم آلودگی آب‌های زیرزمینی یا سطحی است که مستقیماً موجب مرگ بسیاری از گونه‌ها می‌شود. همچنین، مصرف کودهای نیتراتدار و فسفاتدار موجب افزایش این عناصر در آب‌ها می‌شود. در نتیجه، باکتری‌ها و جلبک‌های سطح آب که از این مواد تغذیه می‌کنند به سرعت رشد می‌کنند و زیاد می‌شوند و موجب کمبود اکسیژن محلول در آب و در نتیجه مرگ اغلب گونه‌های ساکن در زیر آب می‌شوند.

آلودگی توسط فلزات سنگین چون جیوه، آرسنیک، سرب و روی نیز که حاصل از فعالیت کارخانه‌هاست طی زنجیره‌های غذایی انباشته می‌شود و جان بسیاری از جانوران و نیز انسان را تهدید می‌کند.
آلودگی آب‌ها همچنین موجب بارش‌های اسیدی می‌گردد که برای محیط زیست سمی می‌باشند. آلودگی توسط هیدروکربنها (همچون نفت)، پلی‌کلروبی‌فنیلها (که سمی و سرطان‌زا هستند) و سایر مواد شیمیایی چون انواع داروها، مواد شوینده… نیز مثال‌های دیگری از آلودگی شیمیایی آب‌ها هستند.

### هوا
آلودگی هوا عبارت است از ورود مستقیم یا غیرمستقیم هر عنصری توسط انسان یا عامل طبیعی که احتمال ایجاد اثرات نامطلوب بر سلامتی انسان و محیط زیست را داشته باشد. انواع آلودگی‌های هوا عبارت‌اند از:
- گازهای شیمیایی سمی که غالباً حاصل واکنش‌های سوختن هستند:
  - اوزون، که وجودش در لایه‌های پایینی هواکره تأثیرات خطرناکی بر سلامتی جانداران دارد.
  - گازهای حاصل از سوختن چون دی‌اکسید گوگرد، اکسیدهای ازت، مونوکسید کربن، سولفید هیدروژن و بعضی گازهای گلخانه‌ای.
- گرد و غبار و ذرات معلق در هوا
- گازهای گلخانه‌ای همچون دی‌اکسید کربن، متان و فلوئوروکربنها.
- فلزات سنگین همچون آرسنیک، سرب، روی، مس، کروم، جیوه و کادمیوم که در اثر فعالیت‌های صنعتی وارد هوا می‌شوند.[۳]

## زیست بوم
زیست‌بوم‌ها به لحاظ تاریخی شبیه به مفهوم اکوسیستم‌ها هستند و از مناطق جغرافیایی، عرض جغرافایی، شرایط آب و هوایی مرتبط با محیط زیست بر روی زمین، مانند جمعیت گیاهان، جانوران و شرایط محیط زندگی‌شان، اغلب به عنوان اکوسیستم نامیده می‌شوند. زیست بوم‌ها بر مبنای عوامل نظیر ساختار گیاهان (مانند درختان، درختچه‌ها و گیاهان)، انواع برگ‌ها (مانند ورق‌های عرضی و سوزنی)، فاصله گیاه (جنگل، جنگل، ساوانا) و آب و هوا تعریف می‌شوند. برخلاف اکوژنزها، زیست بوم‌ها به واسطه ژنتیک، طبقه‌بندی یا شباهت‌های تاریخی تعریف نمی‌شوند. زیست‌بوم‌ها اغلب با الگوهای خاصی از جانشینی زیست‌محیطی و پوشش گیاهی اوج شناخته می‌شوند.

## پیمان کیوتو

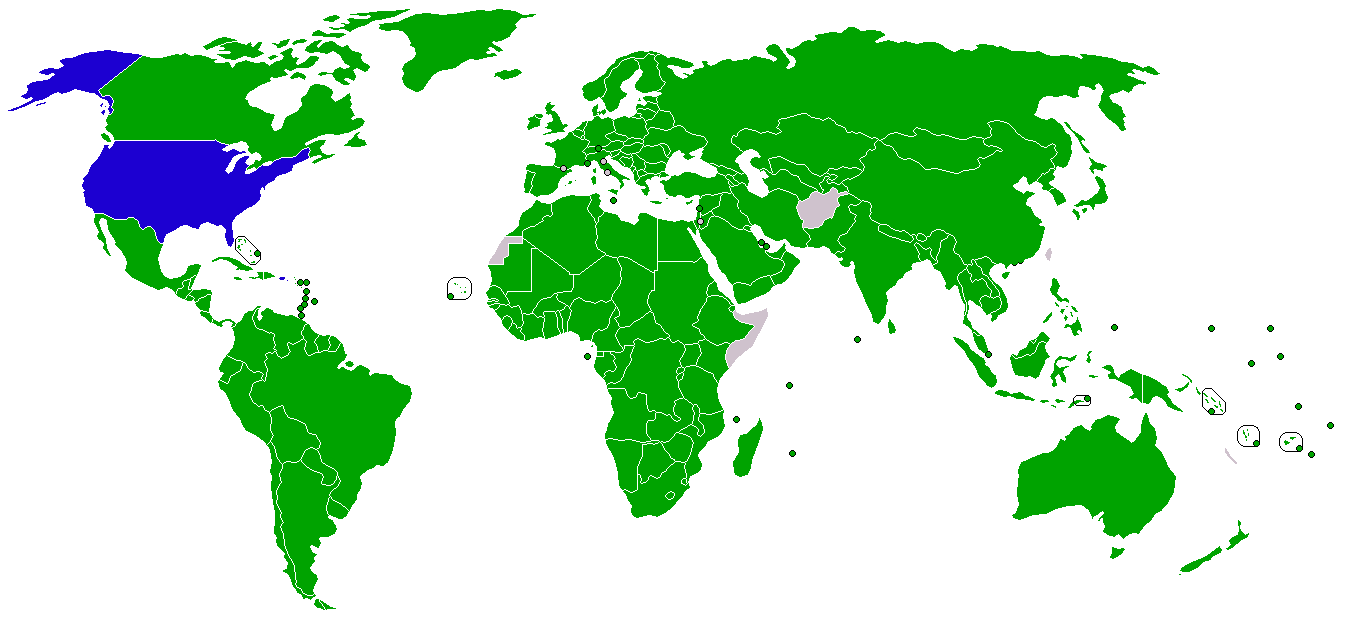
نقشه اعضای پیمان کیوتو، که با کشورهای رنگ سبز تیره نشان داده شده است، قرارداد را تصویب و امضا کرده‌اند و رنگ آبی نشان‌دهنده کشورهایی است که پیمان را امضا کرده و در صدد تصویب آن می‌باشند. به‌ویژه، استرالیا و ایالات متحده آمریکا که پیمان را امضا کرده‌اند اما از تصویب آن سر باز می‌زنند.

پیمان کیوتو پیمانی است بین‌المللی به منظور کاهش صدور گازهای گلخانه‌ای، که عامل اصلی گرم‌شدن زمین در دهه‌های اخیر محسوب می‌شوند. این پیمان که پیمان‌نامهٔ ریو را تکمیل و ترمیم می‌کند در چارچوب سازمان ملل متّحد شکل گرفت.
طی سال‌های اخیر با افزایش گازهای گلخانه‌ای نظیر متان، دی‌اکسید کربن، بخار آب و اکسید نیتروژن در جو زمین، دمای کره در حال افزایش می‌باشد که این امر باعث ایجاد تغییرات ناخوشایند در محیط زیست خواهد شد.
از این رو در سال ۱۹۹۷ طی پیمانی معروف به کیوتو کشورهای صنعتی متعهد شدند که ظرف ده سال آینده میزان انتشار گازهای گلخانه‌ای خود را ۵٪ کاهش دهند و به کشورهای در حال توسعه کمک‌های مالی برای افزایش ضریب نفوذ استفاده از انرژی‌های تجدید پذیر نظیر انرژی خورشیدی و بادی، اعطا نمایند.
البته CFC که از گازهای صنعتی می‌باشد نیز از جمله گازهای گلخانه‌ای محسوب می‌شود، این گاز در گذشته به‌طور وسیع در کندانسورهای یخچال و به منظور خنک کردن درون یخچال بکار می‌رفت، اما امروزه به دلیل ایجاد اثر گلخانه‌ای، استفاده از آن در بسیاری از کشورها ممنوع شده است.

## توافق پاریس
توافق پاریس (فرانسوی: Accord de Paris)، که با نام پیمان پاریس نیز شناخته می‌شود، ذیل چارچوب پیمان‌نامه سازمان ملل در تغییر اقلیم (UNFCCC) در رابطه با کاستن از انتشار گازهای گلخانه‌ای، سازگاری و امور مالی است که از سال ۲۰۲۰ شروع می‌شود. متن توافق از سوی نمایندگان ۱۹۵ کشور در کنفرانس تغییر اقلیم ۲۰۱۵ سازمان ملل متحد در پاریس مذاکره و با اجماع در ۱۲ دسامبر ۲۰۱۵ تصویب شد. توافق پاریس. متن توافقنامه.

## رشته‌های مرتبط با محیط زیست
رشته‌های مختلفی در ایران دربارهٔ محیط زیست وجود دارد که از جمله آن‌ها می‌توان رشته‌های زمین‌شناسی-زیست‌محیطی، مهندسی منابع طبیعی-محیط زیست، مهندسی عمران-محیط زیست، مهندسی شیمی-محیط زیست، حقوق محیط زیست، آموزش محیط زیست و مهندسی بهداشت محیط را نام برد.
رشته علوم محیط زیست (مهندسی منابع طبیعی-محیط زیست) شامل مباحثی نظیر بوم‌شناسی گیاه‌شناسی، جانورشناسی، زیست‌شناسی، سیستماتیک، ژئومورفولوژی، فیزیولوژی، مدیریت، حیات وحش، شیمی آلی، زمین‌شناسی مساحی، ریاضی، فیزیک، برنامه‌ریزی شهری، جغرافیا، گردشگری و هتلداری ، اقتصاد، ارزیابی، آلودگی، اپیدمیولوژی، بهداشت، هواشناسی، مدیریت کشاورزی، و ژنتیک می‌باشد. به تازگی در ایران این رشته رونق پیدا کرده است و به دلیل حیاتی بودن این رشته افراد با سطح علمی بالا جذب این رشته می‌شوند (در سطح آزمون سراسری). ولی در کشور ایران بهره‌وری از این رشته آنچنان که باید با توجه به شرایط اکولوژیکی خاص منطقه صورت نمی‌گیرد.

## سازمان محیط زیست
سازمان حفاظت محیط زیست ایران سازمانی دولتی است که بر امور مربوط به حفظ محیط زیست ایران نظارت دارد. این سازمان وابسته به ریاست جمهوری ایران است. از مهم‌ترین وظایف آن می‌توان به موارد زیر اشاره کرد:
1. تحقق اصل پنجاهم قانون اساسی جمهوری اسلامی ایران به منظور حفاظت از محیط زیست و تضمین بهره‌مندی درست و مستمر از محیط زیست و همسو با توسعه پایدار.
2. پیش‌گیری و ممانعت از تخریب و آلودگی محیط زیست.
3. حفاظت از تنوع زیستی کشور.

## مرکز سلامت محیط و کار وزارت بهداشت
مرکز سلامت محیط و کار (اداره کل بهداشت محیط و حرفه‌ای سابق) یکی از مراکز مهم زیرمجموعه معاونت بهداشت وزارت بهداشت، درمان و آموزش پزشکی ایران است که تدوین دستورالعمل‌ها و اعمال و نظارت بر اجرای مقررات محیط زیست انسانی و بهداشت محیط را در سطح کشور از طریق واحدهای بهداشت محیط معاونت‌های بهداشتی دانشگاه‌های علوم پزشکی و شهرستان‌های تابعه را بر عهده دارد. ۴ اداره این مرکز شامل: اداره بهداشت آب و فاضلاب، اداره بهداشت مواد غذایی و بهسازی اماکن، اداره کنترل عوامل محیطی مؤثر بر سلامت و اداره بهداشت مراکز درمانی، ایمنی پرتوها و پسماندها مستقیماً در حوزه محیط زیست انسانی و بهداشت محیط فعال هستند.

## عوامل تخریب زیست‌بوم‌ها
از اصلی‌ترین عوامل از بین رفتن و تخریب زیست‌بوم‌ها می‌توان به: سوزاندن و قطع درختان به منظور تهیه زغال و هیزم، قطع درختان برای تولید الوار و مصالح ساختمانی و صنعتی و گسترش بی‌رویه شهرها و کارخانه‌ها اشاره کرد. افزایش جمعیت و تغییر سبک زندگی از زمان انقلاب صنعتی مهم‌ترین عامل برای دست‌اندازی به طبیعت و تخریب محیط زیست بوده است. کاهش کیفیت خاک در ۲۵ سال آتی می‌تواند تولید غذای جهانی را تا حدود ۱۲ درصد کاهش دهد؛ این امر ممکن است باعث رشد ۳۰ درصدی قیمت جهانی غذا شود. از بین رفتن صخره‌های مرجانی به دلیل ورود مواد شیمیایی مضر، دفع فاضلاب‌های خطرناک در دریا، افزایش دمای آب و صید بی‌رویه، تعداد ماهیگیران و قایق‌های ماهیگیری را کاهش خواهد داد. جنگل‌زدایی و تخریب جنگل‌ها بر اکوسیستم جنگل، منابع آب شیرین جنگل، کیفیت آب و معیشت مردمی که در جنگل‌ها زندگی می‌کنند، اثرات منفی می‌گذارد. افزایش آلودگی آب‌ها، دسترسی به آب شیرین را تحت تأثیر قرار داده و منجر به آلودگی منابع غذایی و تخریب اکوسیستم‌ها می‌شود و بدین ترتیب پیامدهای نامطلوب فراوانی بر سلامت بشر دارد.

## چالش‌های محیط‌زیست
1. تغییرپذیری و دگرگونی اقلیم: افزایش غلظت گازهای گلخانه‌ای در جو به دلیل فعالیت‌های انسانی موجب تغییرات اقلیمی گسترده شده است. این تغییرها سبب افزایش دمای زمین، کاهش بارش در برخی مناطق و افزایش بارش در مناطق دیگر و همچنین باعث فراوانیِ بسیاری از پدیده‌های طبیعی مانند سیل، خشکسالی و توفان‌های شدید شده است.
2. آلودگی هوا و آب: روش‌های صنعتی و اقتصادی فعلیِ بسیاری از کشورها به‌طور گسترده در تولید آلاینده‌هایی مانند دی‌اکسید کربن، نیتروژن اکسید، سولفور دی‌اکسید، مواد شیمیایی و زباله‌های صنعتی و شهری دخیل هستند که موجب آلودگی هوا، آب و خاک شده و اثرات مخربی بر سلامتی انسان و جانوران دارند.
3. کمبود آب: کمبود آب یکی از چالش‌های اساسی محیط زیست است. با افزایش جمعیت و توسعه صنعت و کشاورزی، مصرف آب روزافزون‌تر شده است. همچنین تغییر الگوی بارش‌ها و کاهش ذخایر منابع آب زیرزمینی، موجبات کمبود آب در بسیاری از مناطق را فراهم آورده است.
4. نابودی زیستگاه: در حال حاضر، گسترش شهرنشینی، توسعه کشاورزی، و استفادهٔ گسترده از منابع طبیعی، به تخریب بوم‌های طبیعی منجر شده است. این فرایند باعث از بین رفتن زیستگاه‌های مختلف، کاهش تنوع زیستی و تهدید برخی از گونه‌های حیاتی می‌شود.
5. تخریب لایه ازون: لایه ازون در جو زمین وظیفه مهمی در محافظت از زمین در برابر اشعه فرابنفش از خورشید دارد. استفاده از گازهای شیمیایی مانند کلروفلوروکربن (CFC) در سال‌های گذشته باعث تخریب لایه ازون شده است که در نتیجه آن افزایش بیشتر اشعه فرابنفشی که به سطح زمین می‌رسد را شاهد هستیم و این خود موجب بروز بیماری‌های پوستی و سرطان پوست می‌شود.
6. کاهش تنوع زیستی: تخریب بوم‌های طبیعی، تغییرهای اقلیمی و فعالیت‌های انسانی دیگر باعث کاهش تنوع زیستی و از بین رفتن گونه‌های حیاتی می‌شود. این کاهش تنوع زیستی می‌تواند اثرات جبران‌ناپذیری بر بقایای زندگی روی زمین داشته باشد.
7. تولید و مدیریت پسماندها: تولید پسماندها و نداشتن روش‌های مدیریت صحیح آن‌ها می‌تواند باعث آلودگی هوا، آب و خاک شده و اثرات مضری بر سلامتی انسان و جانوران داشته باشد. در صورت عدم مدیریت مناسب پسماندها، آن‌ها می‌توانند باعث آلودگی هوا و آب، شیوع بیماری‌ها و تلفات جانی در جانوران و پرندگان شوند.
8. نابسامانی در توسعه: در بسیاری از کشورها، توسعه بدون برنامه‌ریزی و نابسامانی آن سبب آسیب‌های گسترده به محیط زیست شده است. در برخی موارد، توسعه بدون در نظر گرفتن اثرات زیست‌محیطی می‌تواند سبب بروز مشکلات جدی در حوزه‌هایی مانند آب، خاک و هوا شود.
9. بهره‌برداری نامناسب از منابع طبیعی: بهره‌برداری نامناسب از منابع طبیعی مانند آب، گازهای فسیلی، جنگل‌ها و معادن می‌تواند باعث کمبود و نابودی آن‌ها شود. به همین دلیل، استفاده بهینه و پایدار از منابع طبیعی با توجه به نیازهای انسان و حفظ محیط زیست بسیار حائز اهمیت است.
10. فعالیت‌های صنعتی و نفتی: فعالیت‌های صنعتی و نفتی نیز باعث آلودگی بیشتر هوا و آب، کاهش تنوع زیستی، تخریب بوم‌های طبیعی و تغییرهای اقلیمی می‌شود. این فعالیت‌ها می‌توانند با تولید آلاینده‌هایی مانند گازهای گلخانه‌ای، سرب و جیوه، سبب آسیب به سلامتی انسان و دیگر جانداران شوند.